# يايا سوماري
يايا سوماري (بالفرنسية: Yaya Soumaré)‏ هو لاعب كرة قدم فرنسي في مركز نصف الجناح، ولد في 23 يونيو 2000 في فينيسيو في فرنسا. لعب مع أولمبيك ليون.

## وصلات خارجية
- يايا سوماري على موقع قاعدة بيانات كرة القدم.إي يو (الإنجليزية)
- يايا سوماري على موقع Soccerway.com (الإنجليزية)
- يايا سوماري على موقع عالم كرة القدم.نت (الإنجليزية)